# عين الببر
حجر عين الببر يصنف من ضمن الأحجار الكريمة المعدنية، سمي بهذا الاسم لأنه عند قطعه بطريقة معينه تظهر خط متوهج يشبه شعاع بؤبؤ عين الببر، اكتشف في أفريقيا كما تم العثور عليه في أستراليا، والبرازيل، وميانمار والهند وجنوب أفريقيا.
للحجر مجموعة متنوعة من الخصائص المثيرة للاهتمام، بما في ذلك تكوينها والمظهر العام.